# Серу Гірассі
Серу Гірассі (фр. Serhou Guirassy; нар. 12 березня 1996, Арль) — гвінейський футболіст французького походження, нападник німецького клубу «Боруссія» (Дортмунд) і збірної Гвінеї.

## Клубна кар'єра
Народився 12 березня 1996 року в місті Арль. Вихованець футбольної школи клубу «Лаваль». Дорослу футбольну кар'єру розпочав 2013 року в основній команді того ж клубу, в якій провів два сезони, взявши участь у 33 матчах Ліги 2 в яких забив 6 голів.
Влітку 2015 року Гірассі перейшов у «Лілль», підписавши контракт на 4 роки. Сума трансферу склала 1 млн євро. 7 серпня в матчі проти «Парі Сен-Жермен» він дебютував у Лізі 1. .
Втім у новій команді основним гравцем не став і на початку 2016 року для отримання ігрової практики на правах оренди перейшов в «Осер», а влітку того ж року став гравцем німецького «Кельна», підписавши контракт на п'ять років. Сума трансферу склала 6 млн євро. 25 вересня в матчі проти «РБ Лейпциг» він дебютував у Бундеслізі. Станом на 16 липня 2018 року відіграв за кельнський клуб 21 матч в національному чемпіонаті.

## Виступи за збірні
2012 року дебютував у складі юнацької збірної Франції. Зі збірною до 19 років взяв участь у юнацькому чемпіонаті Європи 2015 року у Греції. На турнірі він зіграв у всіх чотирьох матчах, ставши півфіналістом турніру, а в грі проти збірної України (3:1) забив гол. Всього взяв участь у 15 іграх на юнацькому рівні, відзначившись 7 забитими голами.
Протягом 2015—2016 років залучався до складу молодіжної збірної Франції. На молодіжному рівні зіграв у 9 офіційних матчах, забив 4 голи.
| Дата      | Місто                | Господарі   | Результат | Гості  | Турнір                                  | Голи | Примітки |
| --------- | -------------------- | ----------- | --------- | ------ | --------------------------------------- | ---- | -------- |
| 25-3-2022 | Кортрейк             | ПАР         | 0 – 0     | Гвінея | товариський матч                        | -    |          |
| 5-6-2022  | Каїр                 | Єгипет      | 1 – 0     | Гвінея | Відбір до Кубка африканських націй 2023 | -    |          |
| 9-6-2022  | Конакрі              | Гвінея      | 1 – 0     | Малаві | Відбір до Кубка африканських націй 2023 | -    |          |
| 23-9-2022 | Бір-ель-Джір         | Алжир       | 1 – 0     | Гвінея | товариський матч                        | -    | 88'      |
| 27-9-2022 | Ам'єн                | Кот-д'Івуар | 3 – 1     | Гвінея | товариський матч                        | -    |          |
| 14-6-2023 | Марракеш             | Гвінея      | 1 – 2     | Єгипет | Відбір до Кубка африканських націй 2023 | 1    |          |
| 17-6-2023 | Курналя-да-Льобрегат | Бразилія    | 4 – 1     | Гвінея | товариський матч                        | 1    | 65'      |
| Усього    |                      | Матчів      | 7         |        | Голів                                   | 2    |          |